# Miguel Ángel Raimondo
Miguel Ángel Raimondo (Rosario, Argentina; 12 de diciembre de 1943) es un futbolista retirado argentino. Ganó diez trofeos en su carrera, ocho con Independiente y otros dos con River Plate.
Fue galardonado en 1974 con el Olimpia de Plata para mejor futbolista del año de Argentina.

## Trayectoria

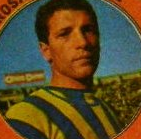
Miguel Ángel Raimondo, Perico.

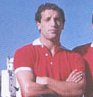
Raimondo en 1970.

Raimondo jugó su primer partido profesional de Rosario Central en la Primera División Argentina en 1965. Al año siguiente, con la llegada de Carlos Timoteo Griguol como jugador, fue transferido en parte de pago a Atlanta, donde jugó hasta el final de la temporada 1968.
En 1969 se unió al Club Atlético Independiente. Fue con el conjunto de Avellaneda con el que tendría la mayor parte de su éxito como jugador. Mientras que él estaba allí, el club ganó dos campeonatos locales, tres copas Libertadores (de sus cuatro trofeos en fila), dos copas Interamericana y una Copa Intercontinental. Raimondo fue seleccionado por el Círculo de Periodistas Deportivos como el Jugador del Año de Argentina en 1974. Era un 5 pensante y tiempista, típico de aquellos tiempos.
En 1975 se unió a River Plate, a pedido de Ángel Labruna. Fue solo por una temporada, pero en ese momento él ayudó al club a ganar los dos torneos locales ese año, Metropolitano y Nacional, cortando una racha de 18 años sin títulos.
En 1976 pasó a All Boys. El club acabó último de su grupo, tanto en el Nacional y el Campeonato Metropolitano, lo que provocó la partida del jugador al Barquisimeto de Venezuela. Finalmente, al final de la temporada, Raimonda consumaría su retiro del fútbol profesional .

## Selección nacional
Fue convocado para jugar con la selección nacional por el DT Juan José Pizzuti.

## Clubes
| Club            | País      | Año       |
| --------------- | --------- | --------- |
| Rosario Central | Argentina | 1965      |
| Atlanta         | Argentina | 1966-1968 |
| Independiente   | Argentina | 1969-1974 |
| River Plate     | Argentina | 1975      |
| All Boys        | Argentina | 1976      |

### Estadísticas
Datos actualizados al fin de la carrera deportiva.
| Club                      | Div           | Temporada     | Liga  | Liga  | Copas (1) | Copas (1) | Internacional (2) | Internacional (2) | Total (3) | Total (3) |
| Club                      | Div           | Temporada     | Part. | Goles | Part.     | Goles     | Part.             | Goles             | Part.     | Goles     |
| ------------------------- | ------------- | ------------- | ----- | ----- | --------- | --------- | ----------------- | ----------------- | --------- | --------- |
| Rosario Central Argentina |               |               |       |       |           |           |                   |                   |           |           |
| 1.ª                       | 1965          | 16            | 0     | -     | -         | -         | -                 | 16                | 0         |           |
| Total club                | Total club    | 16            | 0     | 0     | 0         | 0         | 0                 | 16                | 0         |           |
| Atlanta Argentina         |               |               |       |       |           |           |                   |                   |           |           |
| 1.ª                       | 1966          | 34            | 1     | -     | -         | -         | -                 | 34                | 1         |           |
| 1.ª                       | M-1967        | 38            | 1     | -     | -         | -         | -                 | 38                | 1         |           |
| 1.ª                       | M-1968        | 34            | 2     | -     | -         | -         | -                 | 34                | 2         |           |
| 1.ª                       | M-1969        | -             | -     | 3     | 1         | -         | -                 | 3                 | 1         |           |
| Total club                | Total club    | 106           | 4     | 3     | 1         | 0         | 0                 | 109               | 5         |           |
| Independiente Argentina   |               |               |       |       |           |           |                   |                   |           |           |
| 1.ª                       | M-1969        | 22            | 0     | -     | -         | -         | -                 | 22                | 0         |           |
| 1.ª                       | M-1969        | 17            | 2     | -     | -         | -         | -                 | 33                | 14        |           |
| 1.ª                       | M-1970        | 19            | 0     | 2     | 0         | -         | -                 | 21                | 0         |           |
| 1.ª                       | N-1970        | 19            | 0     | -     | -         | -         | -                 | 19                | 0         |           |
| 1.ª                       | M-1971        | 36            | 3     | -     | -         | -         | -                 | 36                | 3         |           |
| 1.ª                       | N-1971        | 11            | 1     | -     | -         | -         | -                 | 11                | 1         |           |
| 1.ª                       | M-1972        | 14            | 0     | -     | -         | 12        | 0                 | 26                | 0         |           |
| 1.ª                       | N-1972        | 11            | 0     | -     | -         | 1         | 0                 | 12                | 0         |           |
| 1.ª                       | M-1973        | 22            | 0     | -     | -         | 6         | 0                 | 28                | 0         |           |
| 1.ª                       | N-1973        | 13            | 0     | -     | -         | 1         | 0                 | 14                | 0         |           |
| 1.ª                       | M-1974        | 13            | 3     | -     | -         | 7         | 0                 | 20                | 3         |           |
| 1.ª                       | N-1974        | 15            | 1     | -     | -         | 2         | 0                 | 17                | 1         |           |
| Total club                | Total club    | 212           | 10    | 2     | 0         | 29        | 0                 | 243               | 10        |           |
| River Plate Argentina     |               |               |       |       |           |           |                   |                   |           |           |
| 1.ª                       | M-1975        | 31            | 0     | -     | -         | -         | -                 | 31                | 0         |           |
| 1.ª                       | N-1975        | 11            | 0     | -     | -         | -         | -                 | 11                | 0         |           |
| Total club                | Total club    | 42            | 0     | 0     | 0         | 0         | 0                 | 42                | 0         |           |
| All Boys Argentina        |               |               |       |       |           |           |                   |                   |           |           |
| 1.ª                       | M-1976        | 30            | 1     | -     | -         | -         | -                 | 30                | 1         |           |
| Total club                | Total club    | 30            | 1     | 0     | 0         | 0         | 0                 | 30                | 1         |           |
| Total carrera             | Total carrera | Total carrera | 406   | 15    | 5         | 1         | 29                | 0                 | 440       | 16        |

## Palmarés

### Títulos nacionales
| Título           | Club          | País      | Año    |
| ---------------- | ------------- | --------- | ------ |
| Primera División | Independiente | Argentina | M-1970 |
| Primera División | Independiente | Argentina | M-1971 |
| Primera División | River Plate   | Argentina | M-1975 |
| Primera División | River Plate   | Argentina | N-1975 |

### Títulos internacionales
| Título                | Equipo        | Sede        | Año  |
| --------------------- | ------------- | ----------- | ---- |
| Copa Libertadores     | Independiente | Avellaneda  | 1972 |
| Copa Interamericana   | Independiente | Tegucigalpa | 1973 |
| Copa Intercontinental | Independiente | Roma        | 1973 |
| Copa Libertadores     | Independiente | Montevideo  | 1973 |
| Copa Interamericana   | Independiente | Guatemala   | 1974 |
| Copa Libertadores     | Independiente | Asunción    | 1974 |